# Championnat d'Argentine de football 1968
Navigation
Saison précédente Saison suivante
La saison 1968 du Championnat d'Argentine de football est la 38e édition professionnelle de la première division argentine.
La saison argentine comporte 2 championnats. Dans le championnat Metropolitano, les 22 clubs sont répartis en 2 poules où chaque formation rencontre 2 fois tous ses adversaires, à domicile et à l'extérieur. Les 2 premiers de chaque groupe sont qualifiés pour la phase finale pour le titre, qui se joue en demi-finales et finale en match simple. Le championnat Nacional regroupe les 6 premiers de chaque poule et les 4 vainqueurs des championnats régionaux, les équipes se rencontrent une seule fois au sein d'une poule unique. Il peut donc y avoir 2 champions par saison.
Le club de San Lorenzo de Almagro remporte le championnat Metropolitano, c'est le 8e titre de l'histoire du club. Quant au championnat Nacional, c'est le Velez Sarsfield qui termine en tête de la poule et gagne là le premier championnat de son histoire.

## Les 22 clubs participants
| \| Buenos Aires La Plata Santa Fe Rosario \| Villes représentées lors de la saison 1968 (Championnat Metropolitano) |
| Buenos Aires La Plata Santa Fe Rosario                                                                              |

- Boca Juniors
- San Lorenzo de Almagro
- Ferro Carril Oeste
- River Plate
- Racing Club
- Independiente
- Rosario Central
- Gimnasia y Esgrima (La Plata)
- Huracán
- Chacarita Juniors
- Vélez Sársfield
- Argentinos Juniors
- Estudiantes (La Plata)
- Atlanta
- Newell's Old Boys (Rosario)
- Banfield
- Lanús
- Platense
- Colón (Santa Fe)
- Quilmes
- Tigre - Promu de Segunda División
- Los Andes - Promu de Segunda División

## Première phase (Championnat Metropolitano)
Tous les classements sont établis en utilisant le barème suivant :
- Victoire : 2 points
- Match nul : 1 point
- Défaite, forfait ou abandon : 0 point

### Groupe A
| Rang | Équipe                      | Pts | J  | G  | N  | P | Bp | Bc | Diff |
| ---- | --------------------------- | --- | -- | -- | -- | - | -- | -- | ---- |
| 1    | San Lorenzo de Almagro      | 36  | 22 | 14 | 8  | 0 | 44 | 10 | +34  |
| 2    | Estudiantes (La Plata)      | 24  | 22 | 9  | 6  | 7 | 39 | 27 | +12  |
| 3    | Lanús                       | 24  | 22 | 9  | 6  | 7 | 20 | 23 | -3   |
| 4    | Racing Club                 | 23  | 22 | 5  | 13 | 4 | 28 | 29 | -1   |
| 5    | Boca Juniors                | 23  | 22 | 5  | 13 | 4 | 15 | 17 | -2   |
| 6    | Colón (Santa Fe)            | 21  | 22 | 7  | 7  | 8 | 26 | 25 | +1   |
| 7    | Newell's Old Boys (Rosario) | 20  | 22 | 6  | 8  | 8 | 26 | 22 | +4   |
| 8    | Banfield                    | 20  | 22 | 6  | 8  | 8 | 23 | 27 | -4   |
| 9    | Atlanta                     | 18  | 22 | 5  | 8  | 9 | 20 | 25 | -5   |
| 10   | Ferro Carril Oeste          | 17  | 22 | 4  | 9  | 9 | 20 | 38 | -18  |
| 11   | Platense                    | 15  | 22 | 2  | 11 | 9 | 15 | 27 | -12  |

|  | Qualification pour la phase finale pour le titre et le Championnat Nacional |
|  | Qualification pour le Championnat Nacional                                  |
|  | Participation au Championnat Promocional                                    |
|  | Participation à la poule de promotion-relégation                            |
|  | T : Tenant du titre P : Promu de Segunda División                           |

### Groupe B
| Rang | Équipe                        | Pts | J  | G  | N | P  | Bp | Bc | Diff |
| ---- | ----------------------------- | --- | -- | -- | - | -- | -- | -- | ---- |
| 1    | Vélez Sársfield               | 32  | 22 | 12 | 8 | 2  | 40 | 20 | +20  |
| 2    | River Plate                   | 31  | 22 | 12 | 7 | 3  | 31 | 16 | +15  |
| 3    | Rosario Central               | 27  | 22 | 10 | 7 | 5  | 29 | 17 | +12  |
| 4    | Huracán                       | 26  | 22 | 10 | 6 | 6  | 29 | 18 | +11  |
| 5    | Independiente                 | 25  | 22 | 10 | 5 | 7  | 34 | 19 | +15  |
| 6    | Los Andes P                   | 23  | 22 | 8  | 7 | 7  | 30 | 28 | +2   |
| 7    | Chacarita Juniors             | 23  | 22 | 10 | 3 | 9  | 28 | 29 | -1   |
| 8    | Argentinos Juniors            | 19  | 22 | 6  | 7 | 9  | 23 | 29 | -6   |
| 9    | Quilmes                       | 18  | 22 | 6  | 6 | 10 | 27 | 34 | -7   |
| 10   | Gimnasia y Esgrima (La Plata) | 11  | 22 | 3  | 5 | 14 | 20 | 52 | -32  |
| 11   | Tigre P                       | 8   | 22 | 2  | 4 | 16 | 12 | 47 | -35  |

|  | Qualification pour la phase finale pour le titre et le Championnat Nacional |
|  | Qualification pour le Championnat Nacional                                  |
|  | Participation au Championnat Promocional                                    |
|  | Participation à la poule de promotion-relégation                            |
|  | T : Tenant du titre P : Promu de Segunda División                           |

### Phase finale
|  | Demi-finales           | Demi-finales           |             |   | Finale | Finale |
|  | Demi-finales           | Demi-finales           |             |   | Finale | Finale |
|  |                        |                        |             |   |        |        |
|  |                        |                        |             |   |        |        |
|  |                        |                        |             |   |        |        |
|  | San Lorenzo            | 3                      |             |   |        |        |
|  | San Lorenzo            | 3                      |             |   |        |        |
|  | River Plate            | 1                      |             |   |        |        |
|  | River Plate            | 1                      | San Lorenzo | 2 |        |        |
|  |                        |                        | San Lorenzo | 2 |        |        |
|  |                        | Estudiantes (La Plata) | 1           |   |        |        |
|  | Velez Sarsfield        | Estudiantes (La Plata) | 1           | 0 |        |        |
|  | Velez Sarsfield        |                        |             | 0 |        |        |
|  | Estudiantes (La Plata) | 1                      |             |   |        |        |
|  | Estudiantes (La Plata) | 1                      |             |   |        |        |

- San Lorenzo de Almagro remporte le championnat Metropolitano.

## Deuxième phase

### Championnat Nacional
| \| Buenos Aires La Plata Rosario Santa Fe Córdoba Mendoza San Juan Santiago del Estero Tucumán Mar del Plata Bahía Blanca Corrientes \| Villes représentées lors de la saison 1968 (Championnat Nacional) |
| Buenos Aires La Plata Rosario Santa Fe Córdoba Mendoza San Juan Santiago del Estero Tucumán Mar del Plata Bahía Blanca Corrientes                                                                         |

Les 6 premiers de chaque poule et les 4 meilleures équipes régionales s'affrontent au sein d'une poule unique où les clubs jouent une seule fois les uns contre les autres. 
| Rang | Équipe                                  | Pts | J  | G  | N | P  | Bp | Bc | Diff |
| ---- | --------------------------------------- | --- | -- | -- | - | -- | -- | -- | ---- |
| 1    | Vélez Sársfield                         | 22  | 15 | 10 | 2 | 3  | 39 | 14 | +25  |
| 2    | River Plate                             | 22  | 15 | 9  | 4 | 2  | 35 | 15 | +20  |
| 3    | Racing Club                             | 22  | 15 | 8  | 6 | 1  | 29 | 15 | +14  |
| 4    | Rosario Central                         | 21  | 15 | 9  | 3 | 3  | 28 | 11 | +17  |
| 5    | Boca Juniors                            | 21  | 15 | 8  | 5 | 2  | 25 | 7  | +18  |
| 6    | Colón (Santa Fe)                        | 19  | 15 | 8  | 3 | 4  | 26 | 19 | +7   |
| 7    | San Lorenzo de Almagro                  | 18  | 15 | 6  | 6 | 3  | 24 | 20 | +4   |
| 8    | Los Andes                               | 17  | 15 | 6  | 5 | 4  | 22 | 15 | +7   |
| 9    | Huracán                                 | 13  | 15 | 5  | 3 | 7  | 23 | 22 | +1   |
| 10   | Belgrano (Córdoba) (Rég)                | 13  | 15 | 3  | 7 | 5  | 20 | 27 | -7   |
| 11   | Independiente                           | 12  | 15 | 4  | 4 | 7  | 26 | 25 | +1   |
| 12   | Lanús                                   | 11  | 15 | 2  | 7 | 6  | 15 | 22 | -7   |
| 13   | Independiente Rivadavia (Mendoza) (Rég) | 9   | 15 | 1  | 7 | 7  | 8  | 25 | -17  |
| 14   | Estudiantes (La Plata)                  | 7   | 15 | 3  | 1 | 11 | 12 | 26 | -14  |
| 15   | San Martin (Tucumán) (Rég)              | 7   | 15 | 2  | 3 | 10 | 11 | 34 | -23  |
| 16   | Huracán (Ingeniero White) (Rég)         | 6   | 15 | 2  | 2 | 11 | 11 | 57 | -46  |

|  | Participation aux play-offs pour le titre |

- Trois clubs (Velez Sarsfield, River Plate et le Racing Club) finissent à égalité de points en tête du classement, il faut donc les départager avec une poule de play-offs.

| Équipe 1        | Résultat | Équipe 2        |
| --------------- | -------- | --------------- |
| River Plate     | 2 - 0    | Racing Club     |
| River Plate     | 1 - 1    | Velez Sarsfield |
| Velez Sarsfield | 4 - 2    | Racing Club     |

- Le Velez Sarsfield remporte le titre en devançant River Plate grâce à une meilleure attaque.

### ChampionnatPromocional
Les équipes classées 7e et 8e de chacune des poules du championnat Metropolitano jouent au sein d'une poule avec les 4 vice-champions régionaux. Ce championnat n'a aucun enjeu, en termes de qualification continentale ou de relégation.